# Stretto di Ekaterina
Lo stretto di Ekaterina (in russo пролив Екатерины) è un braccio di mare nell'oceano Pacifico settentrionale che separa l'isola di Kunašir da Iturup nella catena delle isole Curili. Si trova nell'oblast' di Sachalin, in Russia, e separa lo Južno-Kuril'skij rajon dal Kuril'skij rajon.
Lo stretto, che mette in comunicazione il mare di Ochotsk con il Pacifico, è uno dei maggiori della catena delle Curili. È largo circa 22 km e lungo 15 km. La profondità va dai 150 ai 500 m.
Nelle acque dello stretto si trovano la piccola isola di Piko (остров Пико) e lo scoglio Moržovaja (скала Моржовая), entrambi al largo di capo Lovcova (мыс Ловцова), estremità nord-orientale di Kunašir.
Lo stretto fu nominato nel 1811 da Vasilij Michajlovič Golovnin in onore della nave Ekaterina, sulla quale viaggiava la missione diplomatica russa in Giappone, nel 1792, guidata da Adam Laksman (Адам Лаксман). In precedenza, lo stretto si chiamava Canale Piko (канал Пико).